# Adisura delicia
Adisura delicia är en fjärilsart som beskrevs av Felder 1874. Adisura delicia ingår i släktet Adisura och familjen nattflyn. Inga underarter finns listade i Catalogue of Life.